# Em busca do Egito esquecido
Em busca do Egito esquecido (no original, em francês:  À la recherche de l'Égypte oubliée) é uma monografia ilustrada sobre a história da redescoberta do antigo Egito e da egiptologia. O livro é o primeiro volume da coleção enciclopédica "Découvertes Gallimard", escrito pelo egiptólogo francês Jean Vercoutter [fr], e publicado na França pela editora parisiense Gallimard em 21 de novembro de 1986. No Brasil, entrou em circulação em 2002 por intermédio da editora Objetiva, como parte de sua coleção "Descobertas".
A obra recebeu um prêmio literário da Fondation de France em 1987, e foi uma das mais vendidas na França. Até 2001, o livro vendeu mais de quinhentos mil cópias em todo o mundo.

## Introdução
Do transporte do Obelisco de Luxor na Praça da Concórdia à fabulosa descoberta dos tesouros de Tutancâmon, Jean Vercoutter conta a história da redescoberta do antigo Egito neste livro introdutório. Faz parte da série Archéologie na coleção "Découvertes Gallimard", a obra traça a história da redescoberta do Egito faraônico, do período greco-romano ao século XX; e toda a história da egiptologia, seu nascimento e crescimento, com todas as figuras importantes desta disciplina; assim como o estudo de sítios arqueológicos, artefatos e documentos descobertos no Egito nos séculos XVIII e XIX.

## Sinopse
No século IV d.C., o imperador cristão Teodósio I decretou o fechamento de todos os templos pagãos do Império Romano. Consequência inesperada: a escrita hieroglífica, até então viva, deixou de ser compreendida abruptamente. O Egito faraônico caiu no esquecimento. A expedição de Bonaparte em 1798 e a magnífica Description de l'Égypte despertaram na Europa uma mania pelos monumentos e pela arte desta antiga civilização. A decifração de hieróglifos por Jean-François Champollion em 1822 marca o nascimento da egiptologia.

## Conteúdo
- Pré-générique: uma série de ilustrações de página inteira ou página dupla, acompanhadas de textos (pp. 1–9);
- Capítulo I: "O desaparecimento do Egito dos faraós" (La disparition de l'Égypte des Pharaons, pp. 13–17);
- Capítulo II: "Os viajantes da antiguidade" (Les voyageurs de l'Antiquité, pp. 19–27);
- Capítulo III: "Cruzados, monges e curiosos ao longo do Nilo" (Croisés, moines et curieux au fil du Nil, pp. 29–51);
- Capítulo IV: "Aventureiros e ladrões" (Aventuriers et voleurs, pp. 53–85);
- Capítulo V: "A era dos sábios" (L'Ère des savants, pp. 87–99);
- Capítulo VI: "Os arqueólogos em socorro do Egito" (Les archéologues au secours de l'Égypte, pp. 101–111);
- Capítulo VII: "O Egito redescoberto" (L'Égypte retrouvée, pp. 113–127);
- Testemunhos e Documentos (pp. 129–175).

## Críticas
Na resenha crítica para a revista científica Cadmo (nº 3) do Instituto Oriental da Universidade de Lisboa, o egiptólogo português Luís Manuel de Araújo escreve: 
| “ | Uma obra bem idealizada e melhor conseguida, com excelente texto e um manancial de belas ilustrações, colocada ao dispor de um vasto público desejoso de conhecer o legado da civilização faraónica e, além disso (porque uma viagem ao Egipto não estará ao alcance de todos), ansioso por percorrer mentalmente o vale do Nilo onde tal civilização frutificou. [...] Este bonito volume das Ed. Gallimard é valorizado pela excelente selecção de imagens que profusamente acompanha o texto: algumas das ilustrações pertencem a obras clássicas dos primórdios da egiptologia, como a Description de l'Égypte, os Denkmäler aus Aegypten und Aethiopien de Lepsius, Egypt and Nubia de David Roberts, entre outros. A boa impressão que a obra deixa não se tolda pelo aparecimento de diminutas anomalias, como é o caso da alusão, numa legenda, ao faraó Seti I quando o monarca representado na imagem é Ramessés II, como se poderá concluir pelos nomes encartelados (p. 92); a referência ao nome divino de Khourou em vez de Khonsou (em português: Khonsu) quando se menciona o templo desta divindade lunar em Carnaque (p. 210); o nome de Hórus Caa, da I dinastia, reduzido para Ka (p. 214) e o nome do faraó Amenemate, da XII dinastia, erradamente escrito Amenhemat (p. 214), naturalmente por falha dos serviços de revisão. Mais desagradável é depararmo-nos, na evocação da arqueologia egípcia, com a inexplicável ausência do conhecido egiptólogo inglês Flinders Petrie, que veio introduzir na pesquisa arqueológica novos métodos de prospecção e de registo dos achados e que ombreia com os seus contemporâneos Maspero (justamente mencionado), Erman e Reisner (também omitido). | ” |

Na revista científica História: Questões e Debates da Universidade Federal do Paraná, Johnni Langer escreveu em seu artigo de resenha Os mistérios do Egito antigo: 
| “ | O recente lançamento Em busca do Egito esquecido é um fato a ser comemorado. Tanto pelos prodigiosos conhecimentos do autor Jean Vercoutter – uma dos maiores nomes da egiptologia francesa, falecido em 2000 – quanto pela qualidade gráfica da obra. [...] Muito mais do que o conteúdo textual, a maior importância do livro em questão é a sua estrutura iconográfica, um verdadeiro deleite de obras extremamente importantes para o historiador interessado em aprofundar o imaginário da arqueologia. É por meio das imagens que podemos perceber a verdadeira força, o verdadeiro potencial simbólico do Egito para os europeus. Nenhuma civilização conseguiu reunir tantas sensações, tamanhas diferenças de percepções visuais e de conteúdos simbólicos sobre cultura material. [...] Um dos únicos pontos fracos do livro foi ter incluído poucas imagens do escocês David Roberts, o mais importante pintor de temas arqueológicos do Oitocentos. Vercoutter selecionou apenas quatro pinturas, que não dão conta de apresentar ao leitor a grandiosidade da obra do escocês. Talvez pela fama deste viajante-artista, com suas pinturas em muitos sites da Web e em diversas obras de popularização na França. De qualquer modo, o livro de Vercoutter também apresenta um material não muito divulgado, como as maravilhosas aquarelas de Nestor L'Hôte [fr], que acompanhou Champollion em sua viagem ao Egito. A pouco conhecida Philae, 1845, conservada atualmente no Museu do Louvre, é duplamente importante: nos dá conta de retratar o acampamento da expedição, além de representar em tons fortes e vibrantes as cores originais do famoso templo de Ísis [fr]. | ” |

O egiptólogo russo Victor Solkin [en] pensa que: 
| “ | O livro é lacônico, repleto de fatos interessantes e ilustrações maravilhosas, às vezes imagens muito raras. [...] Em geral, temos diante de nós um guia em miniatura da história da arqueologia egípcia, que apresentará todo o panorama da interação cultural entre o país das pirâmides e a Europa ao leitor que não conhece o Egito. | ” |